# Gran Premio motociclistico di Gran Bretagna 1982
Il Gran Premio motociclistico di Gran Bretagna 1982 fu il nono appuntamento del motomondiale 1982 e 34ª edizione del Gran Premio motociclistico di Gran Bretagna (prima Tourist Trophy) valido per il motomondiale.
Si svolse il 1º agosto 1982 sul circuito di Silverstone e vide la vittoria di Franco Uncini nella classe 500, di Jean-François Baldé nella 350, di Martin Wimmer nella 250 e di Ángel Nieto nella 125. Tra i sidecar si è imposto l'equipaggio olandese Egbert Streuer/Bernard Schnieders.
Da registrare anche un curioso incidente: durante delle prove libere a cui partecipavano contemporaneamente motociclette di tutte le classi, il francese Patrick Igoa con una 250 urtava un altro concorrente e la sua moto terminava in mezzo alla pista dove veniva urtata da Jack Middelburg e da Barry Sheene con le loro "500"; mentre i primi due piloti se la cavarono con relativamente pochi danni, Sheene subì varie fratture composte che gli impedirono di gareggiare per il resto della stagione e misero in dubbio il prosieguo della sua carriera.

## Classe 500
Con la vittoria nella prova, quinta vittoria stagionale, e la concomitante caduta del suo maggior antagonista nella lotta al titolo, lo statunitense Kenny Roberts, l'italiano Franco Uncini è ormai ad un passo dalla conquista aritmetica dell'iride, essendo in vantaggio di 35 punti a solo tre gare dal termine della stagione.
Sul podio di Silverstone anche lo statunitense Freddie Spencer e il neozelandese Graeme Crosby.
Da registrare anche il fatto che questa è stata l'ultima apparizione in gara del modello Honda NR 500 a 4 tempi, in questo caso condotta da Ron Haslam; sarà l'ultima presenza in gara di una 4 tempi in questa classe fino all'abolizione della stessa e all'avvento della MotoGP.

### Arrivati al traguardo
| Pos. | Nº | Pilota            | Squadra                    | Motocicletta | Giri | Tempo    | Griglia | Punti |
| ---- | -- | ----------------- | -------------------------- | ------------ | ---- | -------- | ------- | ----- |
| 1º   | 10 | Franco Uncini     | Gallina Team Suzuki        | Suzuki       | 28   | 42:49.64 | 2       | 15    |
| 2º   | 12 | Freddie Spencer   | Honda International Racing | Honda        | 28   | +6.43    | 3       | 12    |
| 3º   | 5  | Graeme Crosby     | Marlboro Team Agostini     | Yamaha       | 28   | +13.74   | 4       | 10    |
| 4º   | 27 | Loris Reggiani    | Gallina Team Suzuki        | Suzuki       | 28   | +15.18   | 11      | 8     |
| 5º   | 2  | Randy Mamola      | HB Suzuki                  | Suzuki       | 28   | +15.40   | 7       | 6     |
| 6º   | 43 | Virginio Ferrari  | HB Suzuki                  | Suzuki       | 28   | +17.73   | 9       | 5     |
| 7º   | 8  | Kork Ballington   | Team Kawasaki              | Kawasaki     | 28   | +17.93   | 12      | 4     |
| 8º   | 9  | Marc Fontan       | Sonauto Gauloises          | Yamaha       | 28   | +30.81   | 6       | 3     |
| 9º   | 23 | Leandro Becheroni |                            | Suzuki       | 28   | +56.73   | 17      | 2     |
| 10º  | 13 | Chris Guy         | Sid Griffiths Racing       | Suzuki       | 28   | +1:04.19 | 21      | 1     |
| 11º  | 49 | Andreas Hofmann   |                            | Suzuki       | 28   | +1:04.19 | 33      |       |
| 12º  | 52 | Dave Dean         |                            | Suzuki       | 28   | +1:04.47 | 30      |       |
| 13º  | 31 | Jon Ekerold       |                            | Cagiva       | 28   | +1:05.14 | 10      |       |
| 14º  | 44 | Gary Lingham      |                            | Suzuki       | 28   | +1:05.89 | 23      |       |
| 15º  | 33 | Ron Haslam        |                            | Honda        | 28   | +1:06.51 | 19      |       |
| 16º  | 11 | Isao Ishikawa     |                            | Suzuki       | 28   | +1:10.78 | 24      |       |
| 17º  | 1  | Marco Lucchinelli | Honda International Racing | Honda        | 28   | +1:13.20 | 14      |       |
| 18º  | 19 | Steve Parrish     | Mitsui Yamaha              | Yamaha       | 28   | +1:13.20 | 18      |       |
| 19º  | 35 | Steve Henshaw     |                            | Suzuki       | 28   | +1:13.28 | 31      |       |
| 20º  | 47 | Philippe Coulon   | Coulon Marlboro Tissot     | Suzuki       | 28   | +1:13.89 | 15      |       |
| 21º  | 22 | Stuart Avant      | Guan Hoe Suzuki            | Suzuki       | 28   | +1:23.43 | 13      |       |
| 22º  | 53 | Norman Brown      |                            | Suzuki       | 27   | +1 giro  | 28      |       |
| 23º  | 59 | Steve Williams    |                            | Suzuki       | 27   | +1 giro  | 39      |       |
| 24º  | 42 | Roberto Pietri    |                            | Suzuki       | 27   | +1 giro  | 34      |       |
| 25º  | 40 | Bob Smith         |                            | Yamaha       | 27   | +1 giro  | 29      |       |
| 26º  | 14 | Guido Paci        | MDS Belgarda               | Yamaha       | 27   | +1 giro  | 36      |       |
| 27º  | 51 | Fabio Biliotti    |                            | Suzuki       | 27   | +1 giro  | 32      |       |
| 28º  | 55 | Mark Salle        |                            | Suzuki       | 27   | +1 giro  | 20      |       |

### Ritirati
| Nº | Pilota            | Squadra                    | Motocicletta | Griglia |
| -- | ----------------- | -------------------------- | ------------ | ------- |
| 3  | Kenny Roberts     | Yamaha Motor Company       | Yamaha       | 1       |
| 15 | Takazumi Katayama | Honda International Racing | Honda        | 8       |
| 16 | Keith Huewen      | Heron Team Suzuki          | Suzuki       | 25      |
| 17 | Seppo Rossi       |                            | Suzuki       | 16      |
| 20 | Sergio Pellandini |                            | Suzuki       | 22      |
| 34 | Dennis Ireland    |                            | Suzuki       | 27      |
| 39 | Graziano Rossi    | Marlboro Team Agostini     | Yamaha       | 35      |
| 41 | Graham Wood       |                            | Yamaha       | 26      |
| 54 | Robert McElnea    |                            | Suzuki       | 40      |
| 56 | Paul Iddon        |                            | Suzuki       | 38      |
| 57 | Marco Papa        |                            | Suzuki       | 37      |
| 58 | Barry Woodland    |                            | Suzuki       | 45      |
| 6  | Boet van Dulmen   |                            | Suzuki       | 5       |

## Classe 350
Il pilota francese Jean-François Baldé ha ottenuto la sua terza vittoria stagionale in sella ad una Kawasaki, precedendo il belga Didier de Radiguès e il tedesco Anton Mang.
Curiosamente la classifica della gara rispecchia anche quella provvisoria generale.

### Arrivati al traguardo
| Pos. | Nº | Pilota              | Motocicletta | Tempo    | Griglia | Punti |
| ---- | -- | ------------------- | ------------ | -------- | ------- | ----- |
| 1º   | 3  | Jean-François Baldé | Kawasaki     | 38.25.75 | 6       | 15    |
| 2º   | 2  | Didier de Radiguès  | Chevallier   | 38.26.71 | 8       | 12    |
| 3º   | 1  | Anton Mang          | Kawasaki     | 38.26.87 | 2       | 10    |
| 4º   | 5  | Carlos Lavado       | Yamaha       | 38.27.80 | 4       | 8     |
| 5º   | 20 | Christian Sarron    | Yamaha       | 38.28.02 | 7       | 6     |
| 6º   | 50 | Andy Watts          | Yamaha       | 38.32.16 | 24      | 5     |
| 7º   | 17 | Donnie Robinson     | Yamaha       | 38.33.20 | 5       | 4     |
| 8º   | 16 | Tony Head           | Armstrong    | 38.45.34 | 9       | 3     |
| 9º   | 32 | Pekka Nurmi         | Yamaha       | 38.45.69 | 15      | 2     |
| 10º  | 35 | Steve Tonkin        | Armstrong    | 38.45.78 | 14      | 1     |
| 11º  | 41 | Mar Schouten        | MBA          | 38.46.05 | 19      |       |
| 12º  |    | Karl-Thomas Grässel | Yamaha       | 39.00.05 | 16      |       |
| 13º  | 11 | Gustav Reiner       | Yamaha       | 39.01.69 | 13      |       |
| 14º  | 21 | Graham Young        | Yamaha       | 39.02.20 | 20      |       |
| 15º  | 45 | Wolfgang von Muralt | Yamaha       | 39.02.56 | 18      |       |
| 16º  | 15 | Siegfried Minich    | Rotax        | 39.03.08 | 33      |       |
| 17º  | 9  | Éric Saul           | Chevallier   | 39.03.36 | 11      |       |
| 18º  | 49 | Paul Tinker         | Yamaha       | 39.04.33 | 36      |       |
| 19º  | 48 | Eero Hyvärinen      | Yamaha       | 39.05.85 | 27      |       |
| 20º  | 19 | Reino Eskelinen     | Yamaha       | 39.07.94 | 29      |       |
| 21º  |    | Donnie McLeod       | Yamaha       | 39.10.12 | 28      |       |
| 22º  | 23 | René Delaby         | Yamaha       | 39.21.20 | 25      |       |
| 23º  |    | Jacques Bolle       | Yamaha       | 39.33.12 | 22      |       |
| 24º  | 34 | Phil Mellor         | Yamaha       | 39.33.21 | 32      |       |
| 25º  | 51 | Stewart Cole        | Yamaha       | 39.33.42 | 38      |       |
| 26º  | 30 | Michel Simeon       | RK Beko      | 39.54.21 | 46      |       |
| 27º  | 39 | Steve Wright        | Yamaha       | 39.59.64 | 34      |       |
| 28º  | 22 | Edwin Weibel        | Yamaha       | +1 giro  | 40      |       |
| 29º  | 24 | Roger Sibille       | Yamaha       | +        | 30      |       |
| 30º  |    | Dave Griffiths      | Yamaha       | +        | 45      |       |
| 31º  |    | Marcello Iannetta   | Yamaha       | +        | 43      |       |
| 32º  | 28 | Jakob Manser        | Yamaha       | +        | 39      |       |

### Ritirati
| Nº | Pilota            | Motocicletta | Griglia |
| -- | ----------------- | ------------ | ------- |
| 44 | Andreas Berger    | Yamaha       | 37      |
| 38 | Simon Buckmaster  | Yamaha       | 44      |
| 25 | Jose De Faveri    | Yamaha       | 42      |
| 33 | Tom Drury         | Yamaha       | 35      |
| 26 | Christer Eliasson | Yamaha       | 41      |
| 4  | Patrick Fernandez | Bartol       | 17      |
| 36 | Clive Horton      | Armstrong    | 10      |
| 14 | Massimo Matteoni  | Yamaha       | 21      |
| 10 | Graeme McGregor   | Yamaha       | 26      |
| 43 | Robert McElnea    | Yamaha       | 31      |
| 12 | Alan North        | Yamaha       | 3       |
| 42 | Gary Padgett      | Yamaha       | 23      |
| 6  | Jeffrey Sayle     | Armstrong    | 12      |
| 7  | Martin Wimmer     | Yamaha       | 1       |

## Classe 250
Nella quarto di litro si è importo il pilota tedesco Martin Wimmer che ha ottenuto il suo primo successo nel motomondiale, precedendo sul traguardo il connazionale Anton Mang e il francese Jean-Louis Tournadre; la classifica provvisoria del campionato vede in testa proprio quest'ultimo davanti a Mang.

### Arrivati al traguardo
| Pos. | Nº | Pilota                 | Motocicletta | Tempo    | Griglia | Punti |
| ---- | -- | ---------------------- | ------------ | -------- | ------- | ----- |
| 1º   | 8  | Martin Wimmer          | Yamaha       | 38.38.89 | 1       | 15    |
| 2º   | 1  | Anton Mang             | Kawasaki     | 38.39.98 | 4       | 12    |
| 3º   | 7  | Jean-Louis Tournadre   | Yamaha       | 38.42.27 | 12      | 10    |
| 4º   | 3  | Roland Freymond        | MBA          | 38.42.38 | 2       | 8     |
| 5º   | 6  | Jean-Louis Guignabodet | Kawasaki     | 38.42.73 | 6       | 6     |
| 6º   | 11 | Thierry Espié          | Pernod       | 38.45.59 | 17      | 5     |
| 7º   | 47 | Paolo Ferretti         | MBA          | 38.52.14 | 26      | 4     |
| 8º   | 4  | Carlos Lavado          | Yamaha       | 38.52.14 | 10      | 3     |
| 9º   | 18 | Christian Estrosi      | Pernod       | 38.53.40 | 8       | 2     |
| 10º  | 9  | Didier de Radiguès     | Chevallier   | 38.54.05 | 5       | 1     |
| 11º  | 57 | Etienne Geeraerd       | Armstrong    | 38.56.06 | 7       |       |
| 12º  | 5  | Patrick Fernandez      | Bartol       | 39.18.41 | 14      |       |
| 13º  | 2  | Jean-François Baldé    | Kawasaki     | 39.18.41 | 3       |       |
| 14º  | 38 | Pete Wild              | Yamaha       | 39.18.79 | 22      |       |
| 15º  | 17 | Donnie Robinson        | Yamaha       | 39.18.79 | 13      |       |
| 16º  |    | Tadasu Ikeda           | Yamaha       | 39.19.04 | 29      |       |
| 17º  | 29 | Jean-Marc Toffolo      | Rotax        | 39.23.86 | 9       |       |
| 18º  | 36 | Paul Harris            | Yamaha       | 39.29.95 | 21      |       |
| 19º  | 10 | Richard Schlachter     | Yamaha       | 39.24.21 | 20      |       |
| 20º  | 37 | Donnie McLeod          | Yamaha       | 39.24.68 | 28      |       |
| 21º  | 45 | Pierre Bolle           | Yamaha       | 39.47.02 | 41      |       |
| 22º  | 54 | Maurizio Vitali        | MBA          | 39.47.12 | 30      |       |
| 23º  | 12 | Jeffrey Sayle          | Armstrong    | 39.48.16 | 31      |       |
| 24º  | 35 | Steve Tonkin           | Armstrong    | 39.50.47 | 34      |       |
| 25º  | 28 | Bruno Lüscher          | Yamaha       | 39.51.51 | 38      |       |
| 26º  | 21 | Bengt Elgh             | Yamaha       | 39.51.60 | 25      |       |
| 27º  | 51 | Eero Hyvärinen         | Yamaha       | 39.53.67 | 27      |       |
| 28º  |    | René Delaby            | Yamaha       | 40.04.46 | 35      |       |
| 29º  | 24 | Michel Simeon          | Yamaha       | 40.04.83 | 45      |       |
| 30º  |    | Michel Galbit          | Yamaha       | 40.10.63 | 39      |       |
| 31º  |    | Steve Wright           | Yamaha       | 40.10.83 | 37      |       |
| 32º  | 25 | Johnny Scott           | Yamaha       | +1 giro  | 46      |       |
| 33º  | 22 | Tony Head              | Armstrong    | +1 giro  | 23      |       |

### Ritirati
| Nº | Pilota               | Motocicletta | Griglia |
| -- | -------------------- | ------------ | ------- |
| 20 | Jacques Bolle        | Yamaha       | 16      |
|    | Gabriel Grabia       | Yamaha       | 33      |
| 33 | Clive Horton         | Armstrong    | 15      |
| 46 | Jean-Michel Mattioli | Yamaha       | 42      |
| 34 | Phil Mellor          | Yamaha       | 32      |
| 27 | Siegfried Minich     | Rotax        | 40      |
|    | Hans Müller          | Yamaha       | 44      |
| 50 | Sito Pons            | Rotax        | 24      |
| 19 | Christian Sarron     | Yamaha       | 43      |
| 41 | Mar Schouten         | MBA          | 18      |
|    | Graham Young         | Rotax        | 36      |
| 23 | Massimo Matteoni     | Yamaha       | 19      |
| 14 | Graeme McGregor      | Yamaha       | 11      |

## Classe 125
Nella classe di minor cilindrata in gara in quest'occasione, il duello tra i due piloti spagnoli Ricardo Tormo e Ángel Nieto si risolve in favore di quest'ultimo per un solo centesimo di secondo; in questo modo Nieto ottiene il suo cinquantesimo successo in questa classe e capeggia largamente la classifica provvisoria del campionato visto che questo in Inghilterra è il suo sesto successo stagionale. Per l'ottenimento matematico del suo undicesimo titolo mondiale manca ormai un solo punto in una delle tre gare che mancano al termine della stagione.

### Arrivati al traguardo
| Pos. | Nº | Pilota               | Motocicletta | Tempo     | Griglia | Punti |
| ---- | -- | -------------------- | ------------ | --------- | ------- | ----- |
| 1º   | 1  | Ángel Nieto          | Garelli      | 33.30.90  | 1       | 15    |
| 2º   | 8  | Ricardo Tormo        | Sanvenero    | +0"010    | 2       | 12    |
| 3º   | 3  | Pier Paolo Bianchi   | Sanvenero    | +10"230   | 4       | 10    |
| 4º   | 2  | Eugenio Lazzarini    | Garelli      | +30"920   | 3       | 8     |
| 5º   | 7  | Ivan Palazzese       | MBA          | +39"330   | 13      | 6     |
| 6º   | 12 | Pierluigi Aldrovandi | MBA          | +39"410   | 7       | 5     |
| 7º   | 4  | Hans Müller          | MBA          | +40"320   | 5       | 4     |
| 8º   | 6  | August Auinger       | MBA          | +40"970   | 6       | 3     |
| 9º   | 17 | Bruno Kneubühler     | MBA          | +1'02"680 | 8       | 2     |
| 10º  | 19 | Willy Pérez          | MBA          | +1'02"810 | 14      | 1     |
| 11º  | 38 | Stefan Dörflinger    | Morbidelli   | 34.57.28  | 9       |       |
| 12º  | 28 | Lucio Pietroniro     | MBA          | 34.59.04  | 10      |       |
| 13º  | 50 | Matti Kinnunen       | MBA          | 34.59.26  | 16      |       |
| 14º  | 9  | Maurizio Vitali      | MBA          | 34.59.45  | 12      |       |
| 15º  | 40 | Anton Straver        | MBA          | 35.01.03  | 18      |       |
| 16º  | 14 | Johnny Wickström     | MBA          | 35.01.15  | 19      |       |
| 17º  | 5  | Jean-Claude Selini   | MBA          | +1 giro   | 25      |       |
| 18º  | 15 | Gerhard Waibel       | MBA          |           | 24      |       |
| 19º  | 44 | Willem Heykoop       | Sanvenero    |           | 27      |       |
| 20º  | 41 | Erich Klein          | MBA          |           | 22      |       |
| 21º  | 39 | Frédéric Michel      | MBA          |           | 23      |       |
| 22º  | 32 | Chris Baert          | MBA          |           | 39      |       |
| 23º  | 18 | Alfred Waibel        | Waibel       |           | 26      |       |
| 24º  | 27 | Andrés Sánchez       | MBA          |           | 34      |       |
| 25º  | 29 | Jan Bäckström        | MBA          |           | 21      |       |
| 26º  | 37 | Ray Swann            | MBA          |           | 30      |       |
| 27º  |    | Dave Shearer         | MBA          |           | 37      |       |
| 28º  | 42 | Jacky Hutteau        | MBA          |           | 20      |       |
| 29º  | 43 | Peter Sommer         | MBA          |           | 41      |       |
| 30º  | 33 | Tore Alexandersson   | MBA          |           | 31      |       |
| 31º  | 21 | Helmut Lichtenberg   | MBA          |           | 35      |       |
| 32º  |    | Paul Bordes          | MBA          |           | 28      |       |
| 33º  | 31 | Werner Schmied       | MBA          |           | 36      |       |
| 34º  |    | Rolf Rüttimann       | MBA          |           | 38      |       |
| 35º  |    | Bill Robertson       | MBA          |           | 40      |       |

### Ritirati
| Nº | Pilota              | Motocicletta | Griglia |
| -- | ------------------- | ------------ | ------- |
| 36 | Peter Banks         | MBA          | 43      |
| 20 | Alex Bedford        | MBA          | 17      |
| 22 | Per-Edvard Carlsson | MBA          | 29      |
| 51 | David Fabian        | Sanvenero    | 32      |
|    | Reiner Koster       | MBA          | 42      |
| 45 | Olivier Liegeois    | Sanvenero    | 11      |
| 47 | Roberto Ruosi       | MBA          | 15      |
| 30 | Tony Smith          | MBA          | 33      |

## Classe sidecar
A Silverstone Egbert Streuer e Bernard Schnieders ottengono il loro primo successo nel Motomondiale, precedendo al traguardo Schwärzel-Huber e Abbott-Smith. Si interrompe quindi la serie di vittorie di Rolf Biland-Kurt Waltisperg, che avevano ottenuto la quarta pole stagionale ma si sono ritirati al primo giro per un guasto; non terminano la gara nemmeno Alain Michel-Michael Burkhard e Jock Taylor-Benga Johansson.
In classifica Biland resta leader con 45 punti, lo seguono Schwärzel a 40 e Streuer a 33, mentre Michel e Taylor rimangono rispettivamente a 24 e 23 punti.

### Arrivati al traguardo (posizioni a punti)[6][7]
| Pos | Nº | Pilota            | Passeggero         | Squadra                   | Sidecar       | Tempo    | Punti |
| --- | -- | ----------------- | ------------------ | ------------------------- | ------------- | -------- | ----- |
| 1   | 8  | Egbert Streuer    | Bernard Schnieders | Lucky Strike Caraco       | LCR-Yamaha    | 31'57"43 | 15    |
| 2   | 5  | Werner Schwärzel  | Andreas Huber      | Fa. Michael Krauser       | Seymaz-Yamaha | 32'38"17 | 12    |
| 3   | 17 | Steve Abbott      | Shaun Smith        | Ham-Yam Racing            | ?-Yamaha      | 32'41"43 | 10    |
| 4   | 26 | Mick Barton       | Nick Cutmore       | Ken Clark                 | Yamaha        |          | 8     |
| 5   | 34 | Gordon Nottingham | Steve Johnson      | Brian lee Racing          | Windle-Yamaha |          | 6     |
| 6   | 12 | Dennis Bingham    | Julia Bingham      | Padgetts of Batley        | ?-Yamaha      |          | 5     |
| 7   | 20 | Gérald Corbaz     | Yvan Hunziker      |                           | Seymaz-Yamaha |          | 4     |
| 8   | 30 | Derek Bailey      | Bob Bryson         | Golden Valley Motorcycles | Yamaha        |          | 3     |
| 9   | 9  | Mick Boddice      | Chas Birks         | Bran Bardsley             | Windle-Yamaha |          | 2     |
| 10  | 6  | Masato Kumano     | Kunio Takeshima    |                           | LCR-Yamaha    |          | 1     |